# Heilbad Heiligenstadt

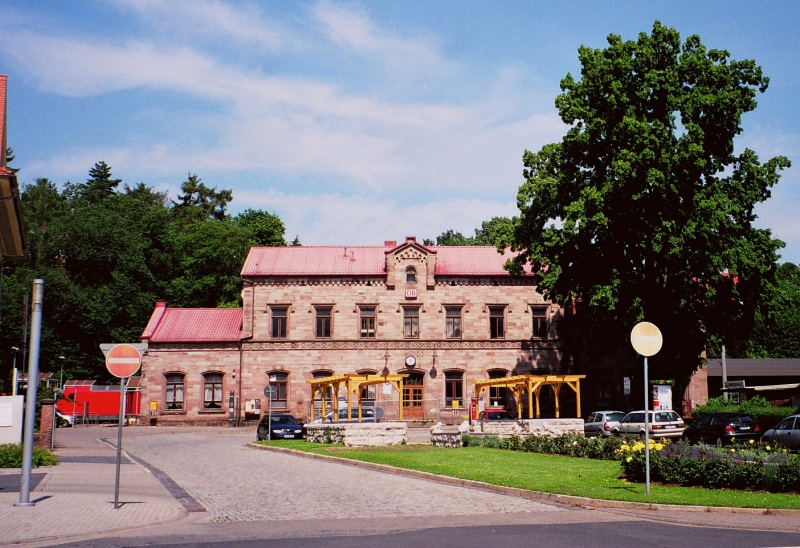
Estação ferroviária

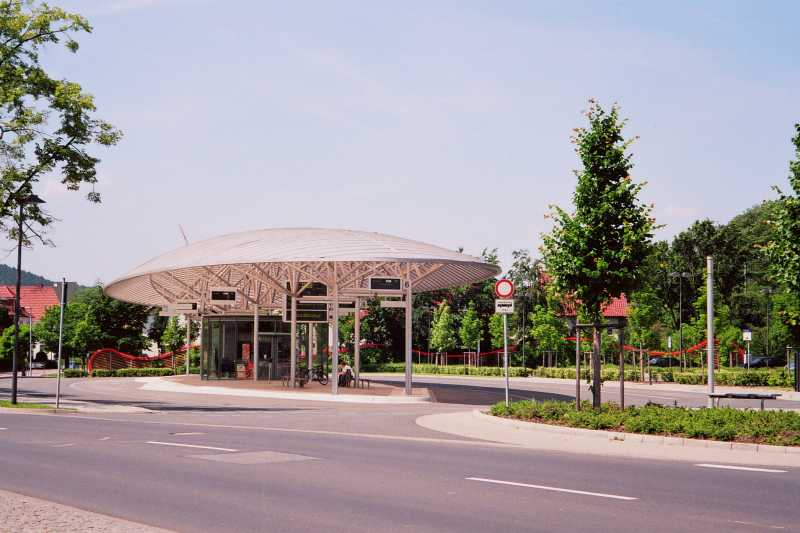
Estação de ônibus

Heilbad Heiligenstadt (português :  «Termas de Heiligenstádio»)? é uma cidade da Alemanha localizado no distrito de Eichsfeld, estado da Turíngia. A cidade está próxima da divisa de três estados Turíngia, Hesse e Baixa Saxônia.
Em meio a jardins paisagísticos esta estância agradável, que também é spa, é a terra natal de Tilman Riemenschneider, importante escultor do período gótico. Nesta cidade também foi batizado o poeta e escritor Heinrich Heine, em 1825, aos 28 anos.

## História
- Heiligenstadt foi mencionada pela primeira vez em 973.
- Em 1227, recebeu os direitos de cidade do arcebispo de Mogúncia.
- Em 1540, Heiligenstadt tornou-se capital de Eichsfeld
- Na Guerra dos 30 anos de 1618-1648, a cidade foi devastada várias vezes.
- Em 1994, Heiligenstadt tornou-se capital do recente criado distrito de Eichsfeld.

## Divisões
- Kalteneber
- Rengelrode
- Günterode
- Flinsberg, o centro geográfico da Alemanha.

## Principais Igrejas
Stiftskirche St. Martin: Datada dos séculos XIV e XV. Possui uma cripta românica bem preservada e um notável púlpito gótico, com formato de um porta-livros de coro.
Pfarrkirche St. Marien: gótica, com pinturas murais originais, feitas por volta de 1500.
Friedhofskapelle St. Annen: Capela de cemitério, octogonal e gótica.